# Ulesta experrecta
Ulesta experrecta är en stekelart som först beskrevs av Tosquinet 1903.  Ulesta experrecta ingår i släktet Ulesta och familjen brokparasitsteklar. Inga underarter finns listade i Catalogue of Life.